# MB Racing
MB Racing Performance – niemiecki zespół wyścigowy startujący w 2003 roku w Niemieckiej V8 Start oraz Formule 3 Euro Series.

## Starty

### Formuła 3 Euro Series
| Rok  | Bolid             | Kierowcy               | Wygrane | PP | NO | Pkt | M.K. | M.Z. |
| ---- | ----------------- | ---------------------- | ------- | -- | -- | --- | ---- | ---- |
| 2003 | Dallara F303-Opel | Aleksandros Margaritis | 0       | 2  | 0  | 23  | 13   | 8    |
| 2003 | Dallara F302-Opel | Daniel la Rosa         | 0       | 0  | 0  | 1   | 26   | 8    |